# Doctor Prats
I Doctor Prats sono un gruppo musicale catalano formatosi a Terrassa nel 2014.

## Storia del gruppo
La storia del gruppo inizia nel 2014, quando Marc Riera decide di creare un progetto a partire da alcune canzoni composte durante gli anni precedenti, a seguito del suo abbandono del gruppo Kayo Malayo, di cui era il bassista. Al progetto si uniscono Ramon Figueres alla tromba, Josep Jaume Rey alla chitarra, Oriol Cors alla batteria, Victor Martínez alle tastiere e Guillem Boltó al trombone. Successivamente si unisce al gruppo anche Miki Santamaria al basso, mentre Marc Riera, che inizialmente avrebbe dovuto essere il bassista del progetto, si ritrova ad essere il cantante principale, nonché chitarrista alla chitarra acustica.
Il progetto viene battezzato Doctor Prats, che viene dal suono che fa la batteria quando si suonano due colpi di grancassa seguiti da un colpo di rullante ("tu tu prà"). L'intenzione iniziale è quella di creare un gruppo "virtuale" che si dedica esclusivamente alla pubblicazione di dischi e di videoclip. Non c'è l'intenzione di andare in tour perché alcuni dei membri del gruppo vivono all'estero.
Il primo album, pubblicato il 12 gennaio 2015, viene battezzato Patates amb peix, altro nome proveniente da un rullo di batteria. Il disco viene registrato e prodotto dallo stesso Marc Riera. Poco dopo viene pubblicato il videoclip del brano Rockamboleska, il primo del gruppo.
A causa delle numerose proposte e considerato l'interesse del pubblico, il gruppo si decide a fare un tour nel 2015, che ha inizio l'11 aprile alla sala Faktoria di Terrassa. Durante questo tour, dal momento che Ramon Figueres vive in Svezia, viene sostituito in alcune occasioni dal trombettista Marc Monzonis. Il 22 novembre, durante l'ultima data del tour, viene annunciata l'uscita del secondo album, prevista per l'anno successivo. L'idea di registrare un secondo disco viene dalla sintonia venutasi a creare tra i membri del gruppo durante questo tour.
L'album, pubblicato il 5 aprile 2016, si intitola Aham Sigah, che è un grido di battaglia nato durante il tour dell'anno precedente. Pochi mesi prima dell'uscita del disco, il gruppo firma per la casa discografica Música Global, che si incarica della distribuzione e promozione dell'LP. L'album viene presentato al pubblico il 14 maggio alla Sala Bikini di Barcellona e in seguito viene organizzato un tour per tutta la Catalogna, conclusosi in occasione della festa della Mercè, davanti ad oltre 50000 persone.
Alla fine del 2016, i Doctor Prats collaborano al disco de La Marató de TV3 con la canzone Les nits no moren mai, una cover in catalano del brano The Nights di Avicii.
A marzo 2017, i Doctor Prats vincono il premio Enderrock per la miglior canzone pop rock catalana con il singolo Ara!.
Nel 2017, il gruppo suona per la prima volta all'estero, con tappe in Francia, in Ungheria ed un mini-tour in Giappone che include la partecipazione al Fuji Rock.
Alla fine di quell'anno, il gruppo inizia a lavorare al terzo album in studio, in cui per la prima volta Marc Riera non è il compositore di tutte le tracce. Guillem Boltó è compositore e voce principale di due brani (El raïm es fa pansa e Les teves pigues), Oriol Cors ne scrive tre (Jo vinc de lluny, Ara ve ara se’n va e Deixa’t anar) ed è di Ramon Figueres l'idea iniziale dietro a Tu fas. Il disco, intitolato Venim de lluny, vede la collaborazione del cantante reggae giamaicano Skarra Mucci in L’únic que vull és cantar, la chitarra di Pau Figueres in Al final tot anirà bé, le percussioni di Joan Palà, membro dei Txarango e le basi elettroniche di Manel Bach, in arte Det. L'album viene pubblicato il 4 maggio 2018 e viene presentato al pubblico il 10 maggio con un concerto alla Sala Barts di Barcellona. Con questo disco, il gruppo entra per la prima volta nella classifica settimanale "Top 100 album" della PROMUSICAE.
L'uscita dell'album viene anticipata dal singolo Caminem lluny, che tratta il tema del bullismo scolastico, pubblicato il 19 aprile 2018. Con questo brano, i Doctor Prats rivincono nel 2019 il premio Enderrock per il miglior videoclip.
Il 18 maggio 2021, dopo un anno e mezzo di attività ridotta a causa della pandemia di COVID-19, viene pubblicato il singolo Massa bé.
Il 5 aprile 2022, il gruppo annuncia l'abbandono di Guillem Boltó con un post pubblicato su Instagram. Due giorni dopo, viene pubblicato il singolo A poc a poc, che anticipa l'uscita del quarto album in studio, Pel cantó bo, uscito il 29 aprile 2022. Il disco viene presentato al pubblico il 5 maggio 2022 con un concerto al Razzmatazz di Barcellona. All'interno dell'album è presente una collaborazione con gli Stay Homas, formazione in cui milita l'ex membro Guillem Boltó.

## Formazione

### Formazione attuale
- Marc Riera – voce, chitarra acustica (2014-presente)
- Ramon Figueres – tromba, voce (2014-presente)
- Josep Jaume Rey – chitarra elettrica (2014-presente)
- Victor Martínez – tastiere (2014-presente)
- Oriol Cors – batteria (2014-presente)
- Miki Santamaria – basso (2014-presente)

### Ex componenti
- Guillem Boltó – voce, trombone (2014-2022)

## Discografia
Album in studio
- 2015 – Patates amb peix
- 2016 – Aham Sigah
- 2018 – Venim de lluny
- 2022 – Pel cantó bo
- 2025 – F5

## Riconoscimenti
Enderrock Awards
- 2017 – Miglior canzone pop rock (Ara!)
- 2019 – Miglior videoclip (Caminem lluny)